# Agrothereutes grandis
Agrothereutes grandis är en stekelart som beskrevs av Henry Keith Townes, Jr. 1962. Agrothereutes grandis ingår i släktet Agrothereutes och familjen brokparasitsteklar. Inga underarter finns listade i Catalogue of Life.